# باک‌هایزن
باک‌هووازه (به هلندی: Bakhuizen) یک منطقهٔ مسکونی در هلند است که در گاسترلند واقع شده‌است. باک‌هووازه ۱٬۰۷۵ نفر جمعیت دارد.